# 利布島
利布島（Lib Island）是太平洋的環礁，屬於拉利克礁鏈的一部分，是馬紹爾群島24個立法選區（legislative district）之一，總土地面積0.93平方公里，1998年人口115。